# 沖村 (広島県)
沖村（おきむら）は、広島県佐伯郡にあった村。現在の江田島市の一部にあたる。

## 地理
- 海洋：広島湾
- 島嶼：西能美島[1]

## 歴史
- 1889年（明治22年）4月1日、町村制の施行により、佐伯郡畑村、是長村、岡大王村が合併して村制施行し、沖村が発足[1][2]。
- 1956年（昭和31年）9月30日、佐伯郡三高村と合併し、町制施行し沖美町を新設して廃止された[1][2]。

## 産業
- 農業、果樹[1]。